# Göran Wilhelm Lode
Göran Wilhelm Lode (döpt till Georg Wilhelm, den tyska namnformen), född 10 mars 1742 i Letala, död 11 september 1799 i Åbo, var en svensk ämbetsman.
Lode blev 1775 assessor i Vasa hovrätt och 1792 revisionssekreterare samt generalauditör. Från 1793 till 1796 var han justitiekansler samt utnämndes under tiden till president 1795 i Vasa hovrätt och 1796 i Åbo hovrätt. I början av 1794 drabbades han av ett slaganfall som han dock återhämtade sig ifrån. Hans frånvaro gjorde att den planerade rättegången mot Magdalena Rudenschöld blev uppskjuten.  Han var även en tid ordförande i Tabellkommissionen samt 1793–96 kungens ombud i Riksgäldskontoret. 
Vidare deltog Lode verksamt å mösspartiets sida i förhandlingarna vid 1769–70 och 1771–72 års riksdagar. På riksdagen 1789 valdes han till ledamot av hemliga utskottet, men befalldes av Gustav III "förfoga sig till sin hemort till förrättande av sin syssla". Sina senare förtroendeuppdrag erhöll han som en av Gustaf Adolf Reuterholms mest pålitliga män, vid Reuterholms regeringstid under Gustav IV Adolfs förmyndarregering 1792–1796.